# Kalimán Asen II
Kalimán Asen II (en búlgaro: Калиман Асен II), o comúnmente, pero con menos precisión Colomán Asen II, gobernó como zar de Bulgaria por un corto tiempo en 1256. El año de su nacimiento es desconocido.
Kalimán Asen II fue el hijo del sebastocrátor Alejandro, que era el hermano menor de Iván Asen II. La madre de Kalimán Asen II se desconoce, y los intentos de identificarla como una princesa serbia se basan en la identificación errónea de Kalimán Asen II, con el sebastocrátor Kaloyan, que todavía estaba vivo en 1258-1259.
En 1256 Kalimán Asen asesinó a su primo Miguel Asen I durante una cacería en los alrededores de la capital de Tarnovo y usurpó el trono. En el proceso se casó con la viuda de Miguel Asen I, la hija anónima de Rostislav Mijaílovich, pero fue incapaz de mantenerse en el trono. Rostislav avanzó sobre Tarnovo desde Belgrado, y Kalimán Asen II huyó de la capital. Rostislav regresó a su hogar con su hija y reclamó el título de emperador de Bulgaria, mientras que un cuñado de Miguel Asen I, Mitso Asen tomó el trono. Mientras tanto, Kalimán Asen II había sido asesinado después de haber sido abandonado por la mayoría de sus seguidores.